# RMS Atlantic
El RMS Atlantic fue un transatlántico británico construido por los astilleros de Harland & Wolff de Belfast (Irlanda del Norte), para la compañía naviera White Star Line, operando para dicha empresa en la ruta entre Liverpool y Nueva York. Durante su decimonovena travesía, el 1 de abril de 1873, el buque se precipitó contra las rocas, hundiéndose cerca de la costa de Nueva Escocia y causando 545 muertes. Su hundimiento constituyó el peor desastre marítimo hasta el hundimiento del SS La Bourgogne en 1898, así como ser catalogado como el peor accidente sufrido por un barco de la empresa hasta el naufragio del Titanic, en 1912.

## Historia

### Inicio de su carrera
El Atlantic fue construido por los astilleros Harland and Wolff de Belfast en 1871 y fue el segundo buque construido para la White Star Line bajo la dirección de Thomas Ismay. Pertenecía a la clase Oceanic y era propulsado por una máquina de vapor con una potencia de 600 CV (la cual movía una hélice), teniendo además cuatro mástiles destinados a portar las velas. Al igual que su nave hermana, el RMS Oceanic, el Atlantic tenía una chimenea pintada con los colores de la White Star: ocre y negro. Después de su botadura, el 26 de noviembre de 1870, la compañía planeaba utilizarlo en la línea de América del Sur a partir de enero de 1871. Sin embargo, resultó no ser así, ya que el Atlantic fue entregado a la empresa unos meses más tarde, el 3 de junio de 1871, y el 8 de junio de ese año zarpó desde Liverpool hacia Nueva York en su viaje inaugural. Durante los dos años siguientes, el buque realizó algunas travesías regulares con sus tres (posteriormente cinco) buques gemelos, ofreciendo una nueva comodidad para un transatlántico: los pasajeros de clase «salón» (primera clase) tenían camarotes iluminados con lámparas de queroseno (en lugar de velas), y un suntuoso comedor que disponía de asientos individuales en lugar de los bancos habituales.
El Atlantic podía transportar 166 pasajeros de clase salón y 1000 pasajeros en entrepuente (equivalente a la tercera clase).

### Naufragio

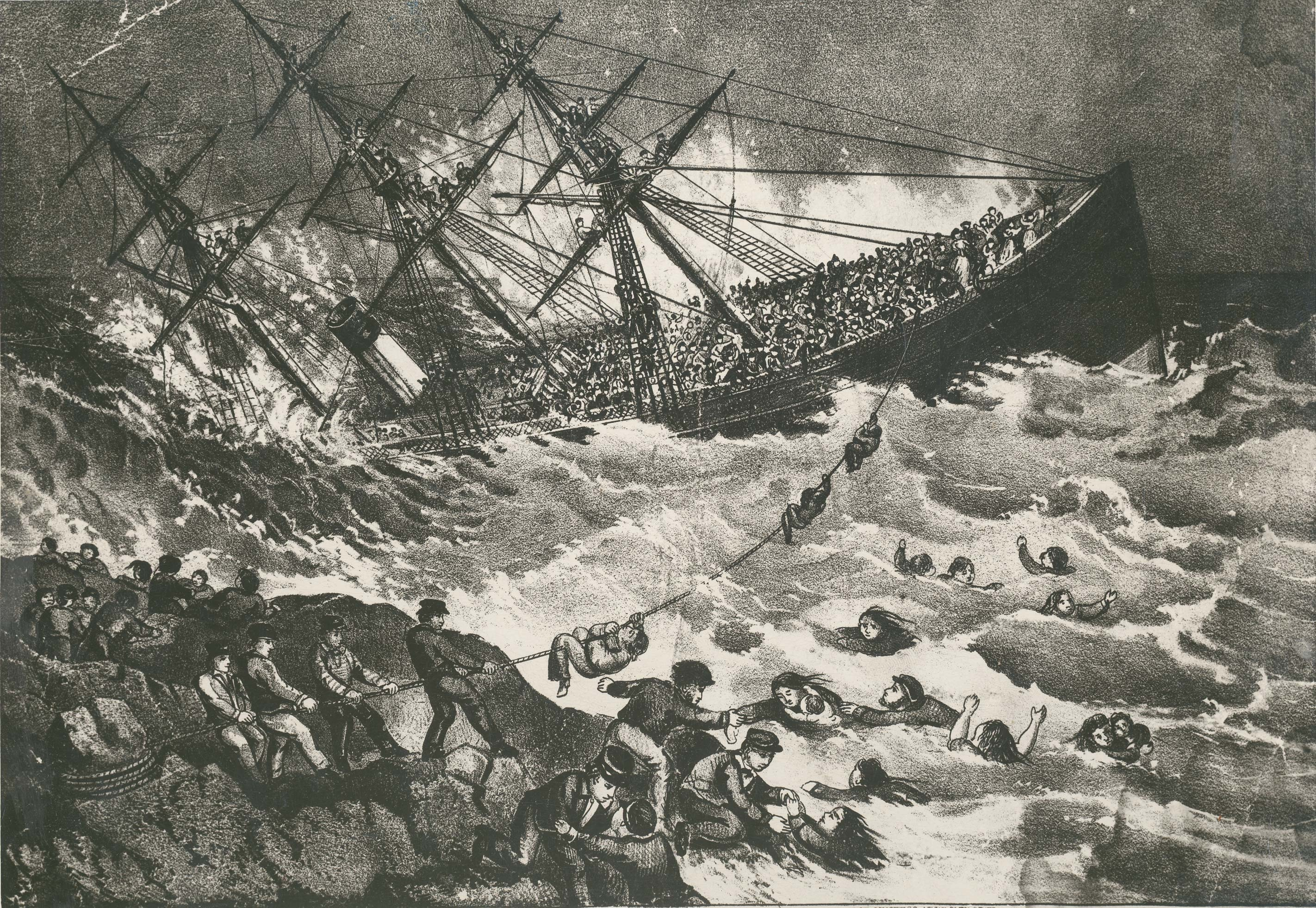
Litografía contemporánea del naufragio del RMS Atlantic.

El 20 de marzo de 1873, el Atlantic zarpó desde el puerto de Liverpool para realizar su decimonoveno viaje. Al día siguiente realizó escala en Cobh (Irlanda), poniendo rumbo hacia Nueva York con 957 personas a bordo, de las cuales 833 eran pasajeros, según las cifras proporcionadas por las autoridades canadienses. Sin embargo, las cifras varían según la fuente.
Durante el viaje, el capitán James A. Williams decidió hacer escala en Halifax, Nueva Escocia, para que el barco se reabasteciese de carbón. El 31 de marzo, acercándose a Halifax, el capitán Williams y el tercer oficial Brady permanecieron en el puente hasta la medianoche, mientras el Atlantic atravesaba una tempestad a una velocidad de 9 nudos, la visibilidad era fuertemente reducida y el mar estaba agitado. Hacia las 2:00 de la madrugada (hora local) del 1 de abril, el Atlantic golpeó una roca sumergida denominada Marr's Head, a 50 metros de la isla de Meagher. Los botes salvavidas fueron arriados al agua por la tripulación, pero se sumergieron, al igual que la cubierta. También murieron algunas personas aterrorizadas. Dos oficiales se lanzaron al agua y tendieron algunas cuerdas desde una roca cercana, permitiendo trepar a los supervivientes.
El manifiesto del buque indica que había 156 mujeres y 189 niños a bordo. Todas las mujeres perecieron en el naufragio, y entre los niños, solo sobrevivió un chico llamado John Hindley. De las 957 personas que iban a bordo, murieron 545 y solo se salvaron 412. La investigación del gobierno canadiense llegó a la siguiente conclusión: "La conducta del capitán Williams en su gestión del buque durante las doce a catorce horas anteriores a la tragedia está en profundo desacuerdo con lo que debe ser la conducta de un hombre en tal situación".
El hundimiento del Atlantic, en términos de víctimas civiles, fue la peor catástrofe en el Atlántico Norte, hasta el naufragio del SS La Bourgogne en 1898.

## Hechos tras el naufragio

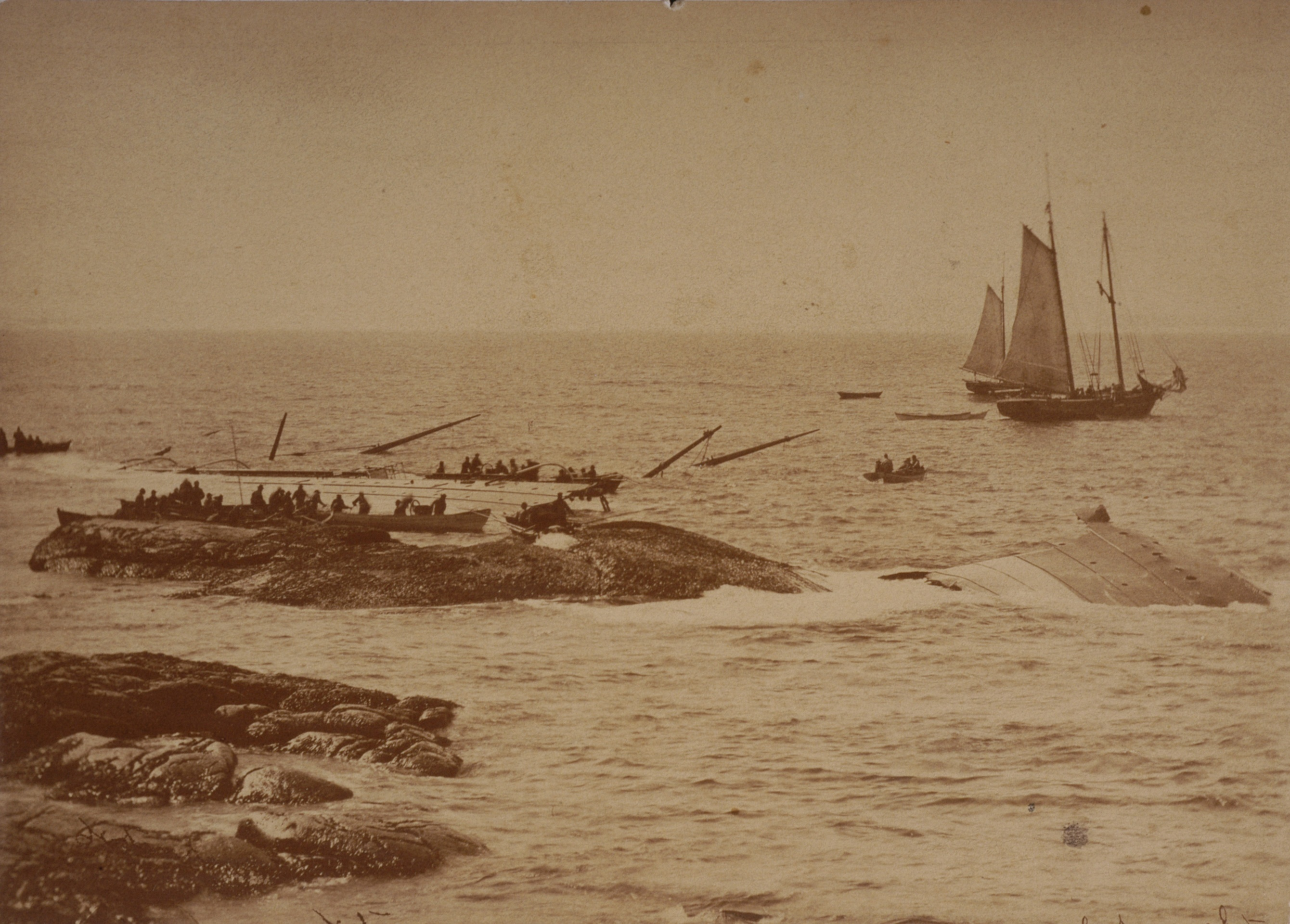
Vista del lugar del naufragio durante las labores de rescate de los cuerpos de las víctimas y de la carga transportada a bordo del Atlantic.

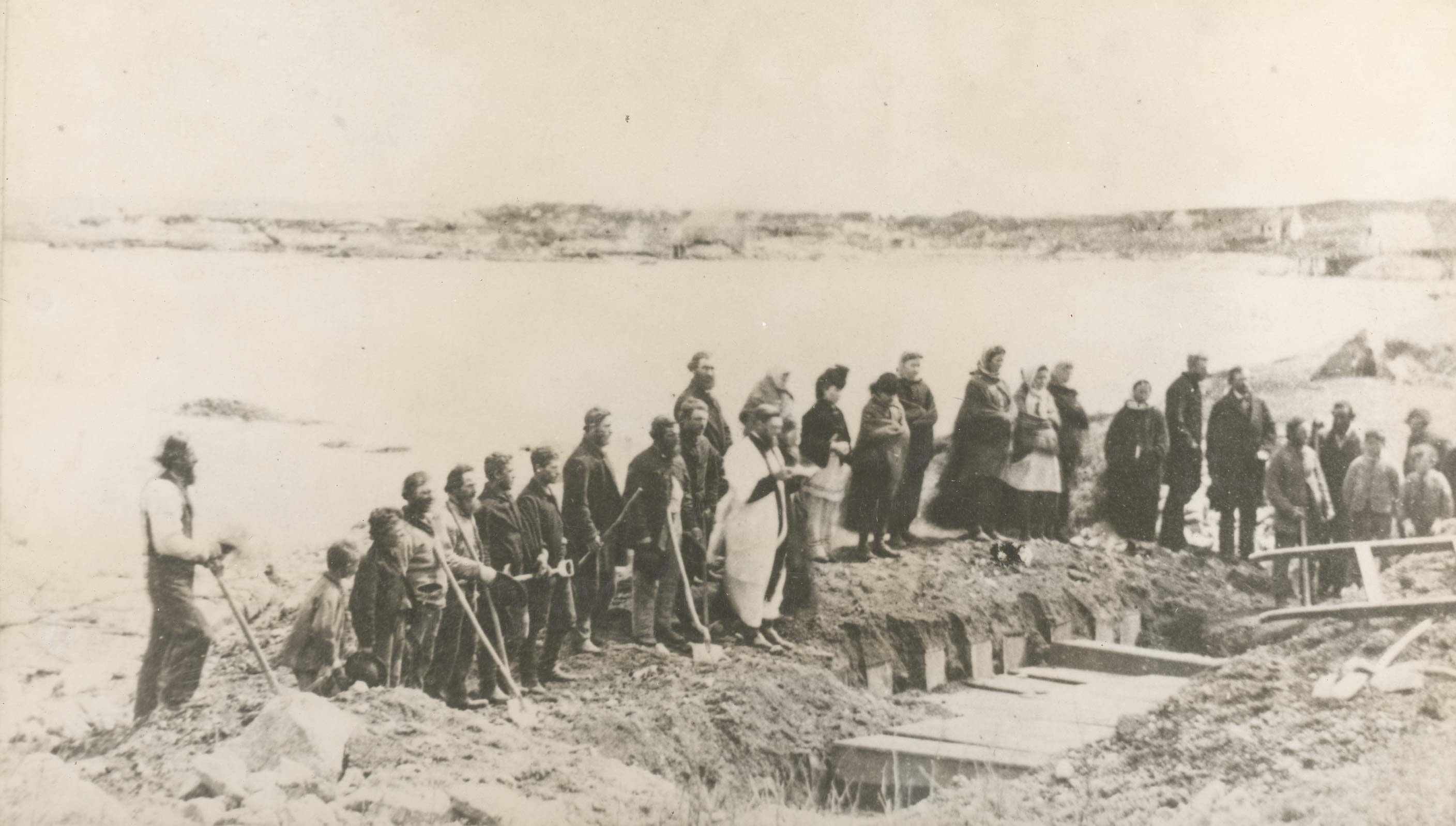
Entierro de las víctimas del naufragio del Atlantic.

Después del naufragio, el Atlantic fue considerado como el primer barco de la White Star Line en haberse hundido, pero en realidad, la compañía ya había perdido el RMS Tayleur en la bahía de Dublín (Irlanda) en 1854. Poco después de que naufragase el Atlantic, la White Star tuvo que vender dos de sus barcos: el SS Asiatic y el SS Tropic.
Hoy en día, la mayor parte del buque reposa a 25 metros bajo la superficie del agua. Algunos objetos fueron traídos de varias expediciones y son expuestos en el Museo Marítimo del Atlántico, en Halifax, y en el SS Atlantic Heritage Park and Interpretation Center de Terence Bay (Nueva Escocia).